# Vechea biserică ortodoxă din Subcetate
Vechea biserică ortodoxă din Subcetate este un monument istoric aflat pe teritoriul satului Subcetate, comuna Sântămăria-Orlea. În Repertoriul Arheologic Național, monumentul apare cu codul 91312.02.

## Istoric și trăsături
Biserica veche a satului Subcetate a fost ridicată între anii 1777 și 1783, înlocuind un edificiu de lemn menționat de conscripțiile anilor 1733, 1750 și 1761-1762 și de harta iosefină a Transilvaniei (1769-1773). Aflat astăzi în stare de ruină, lăcașul înfățișează un plan dreptunghiular, cu absida pentagonală ușor decroșată. Turnul-clopotniță a fost finalizat abia în 1853. O inscripție din altar, vizibilă până la restaurarea edificiului din anii 1894-1898, când întreg interiorul bisericii a fost acoperit cu un strat gros de var, preciza că valorosul decor iconografic de odinioară fusese executat de „popa” Simion zugravul din Pitești; urme ale unei vaste Judecăți de Apoi se mai pot încă observa pe peretele apusean al navei.

## Imagini

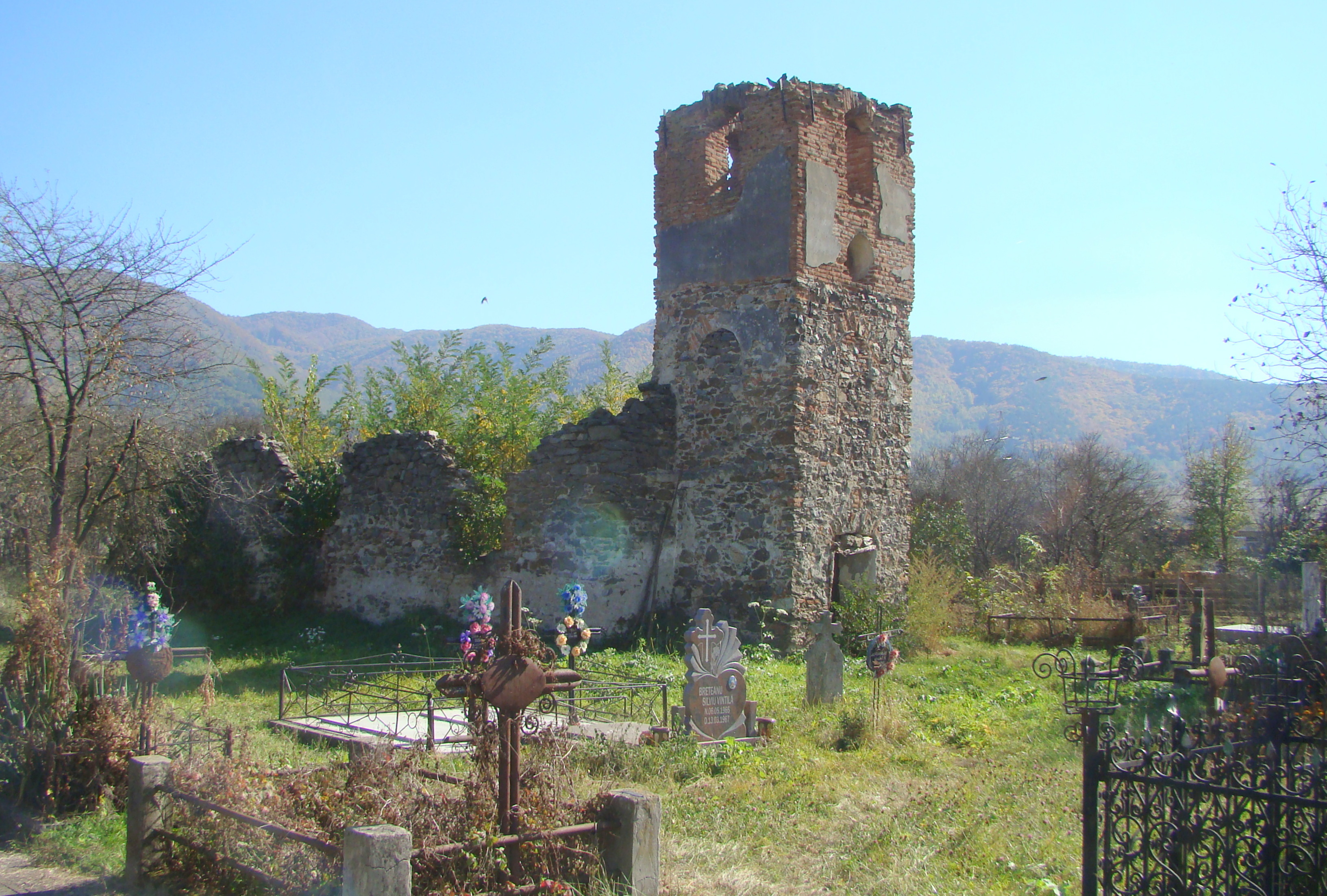
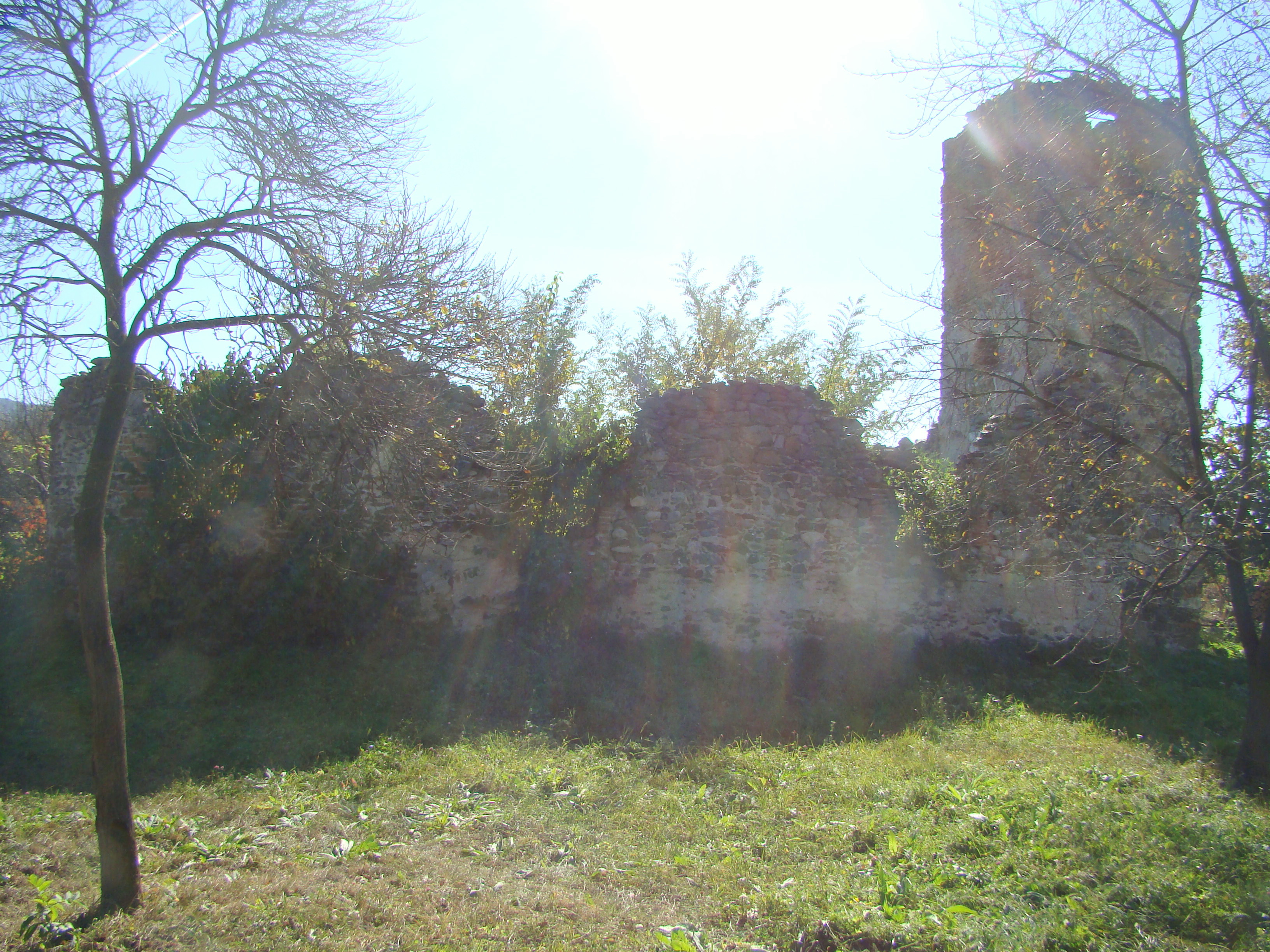
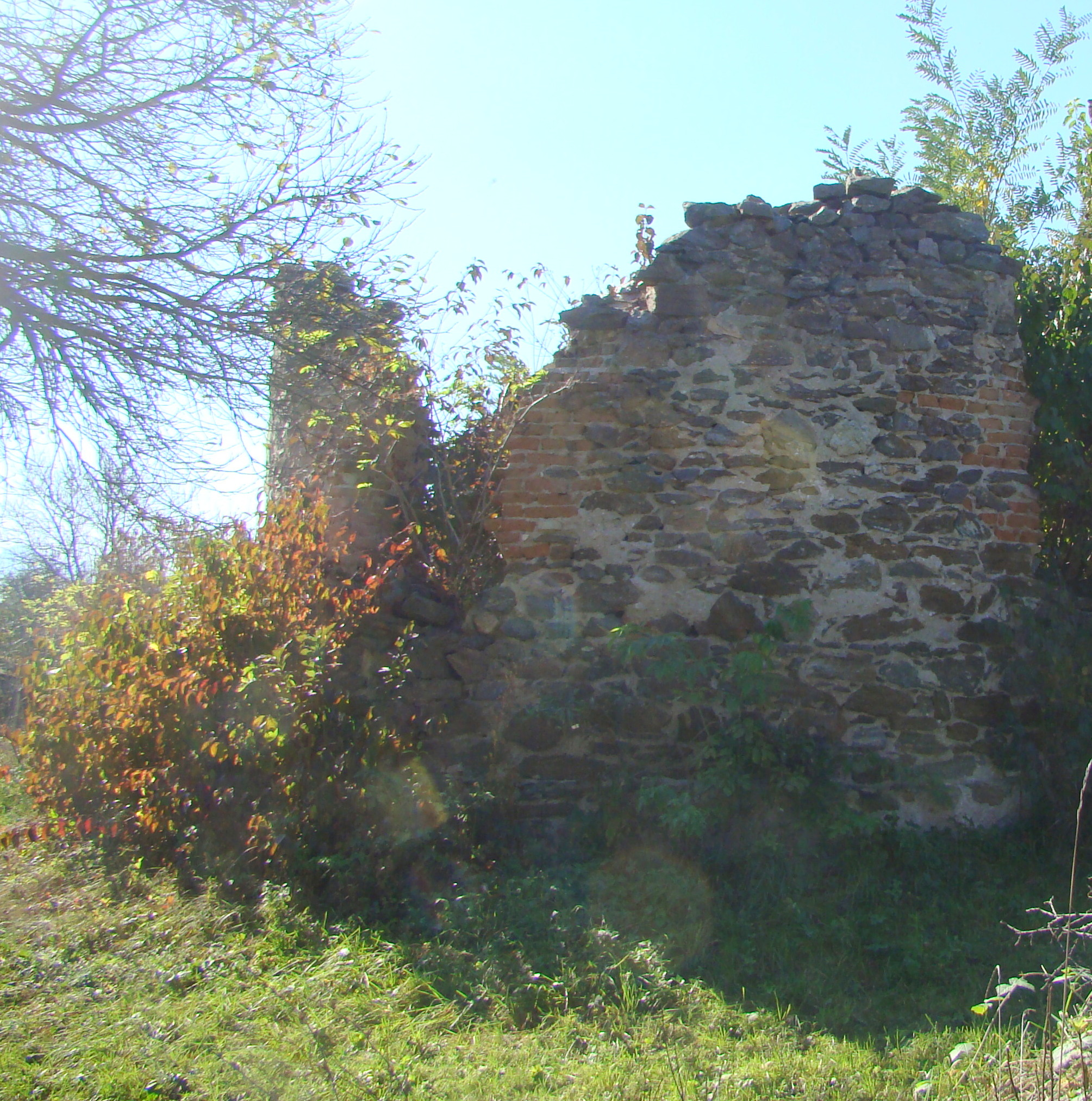
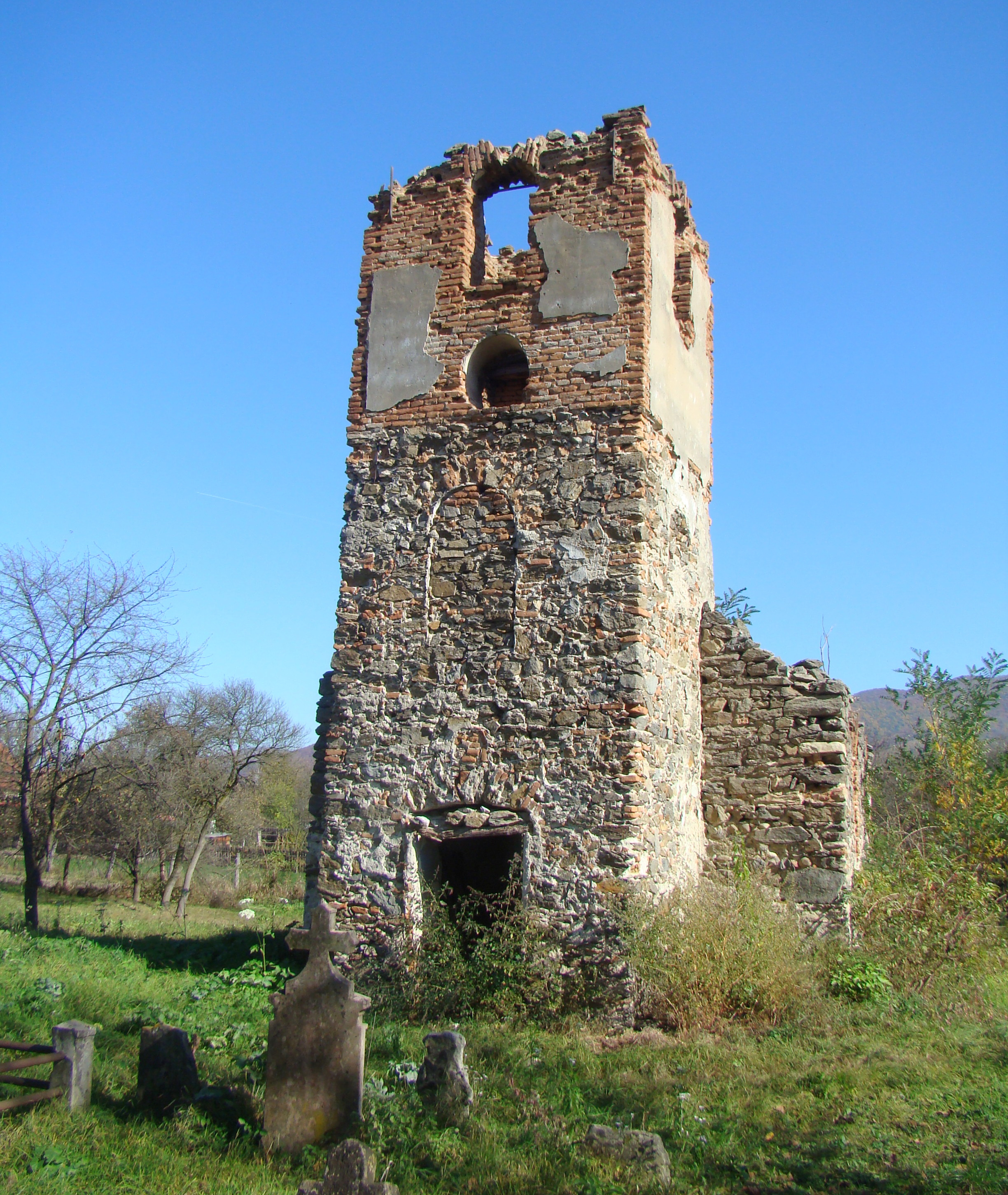
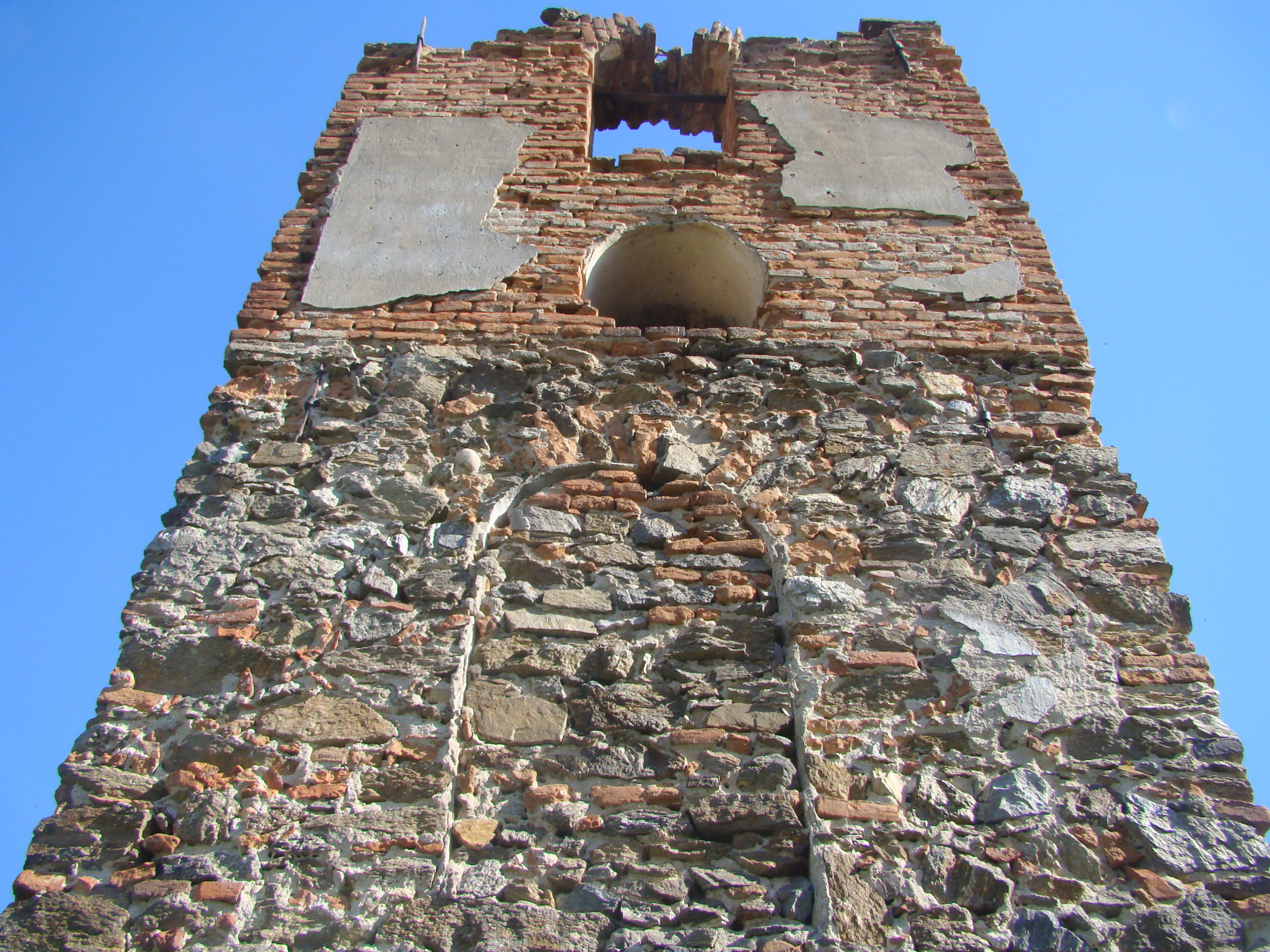
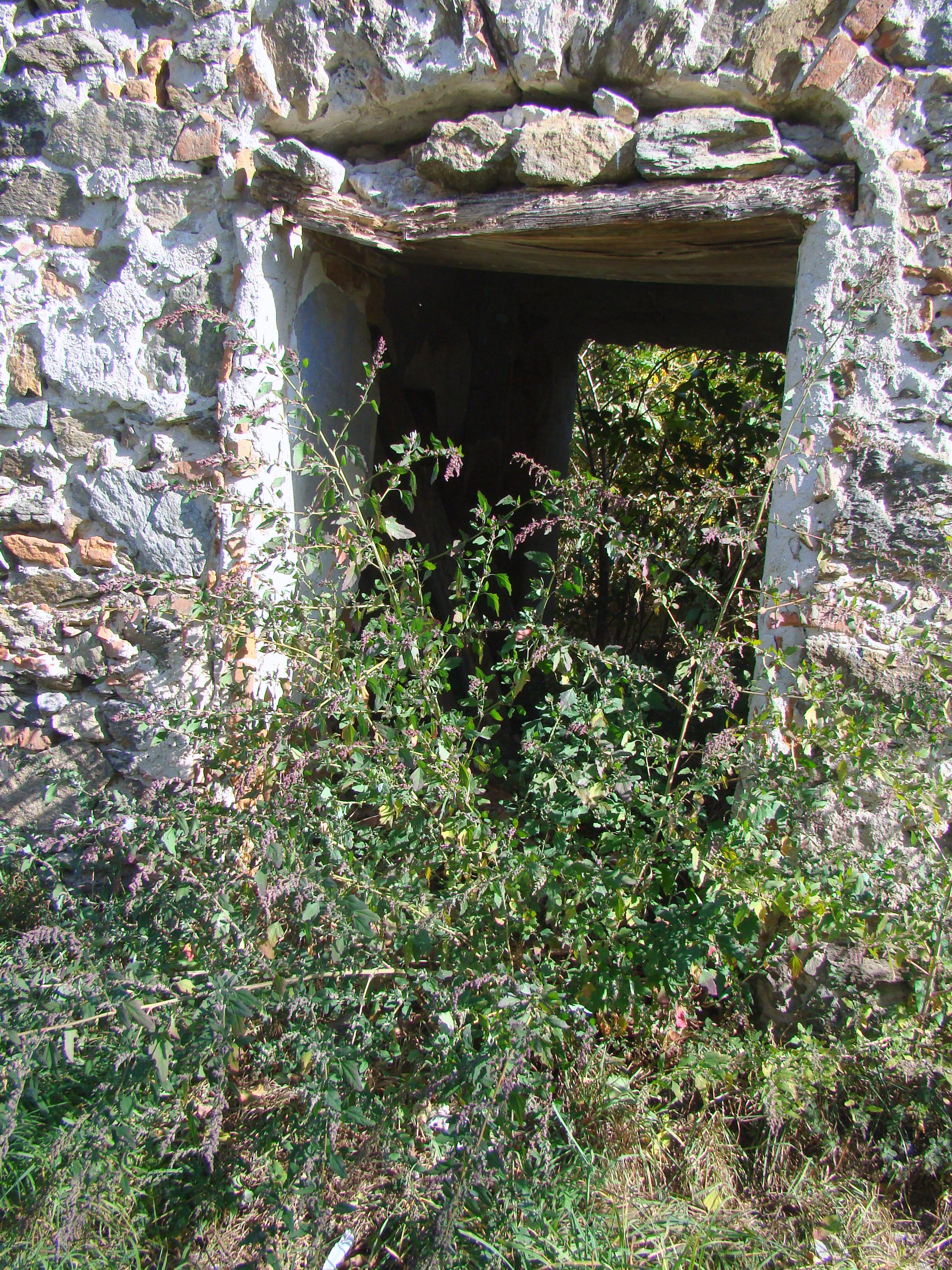
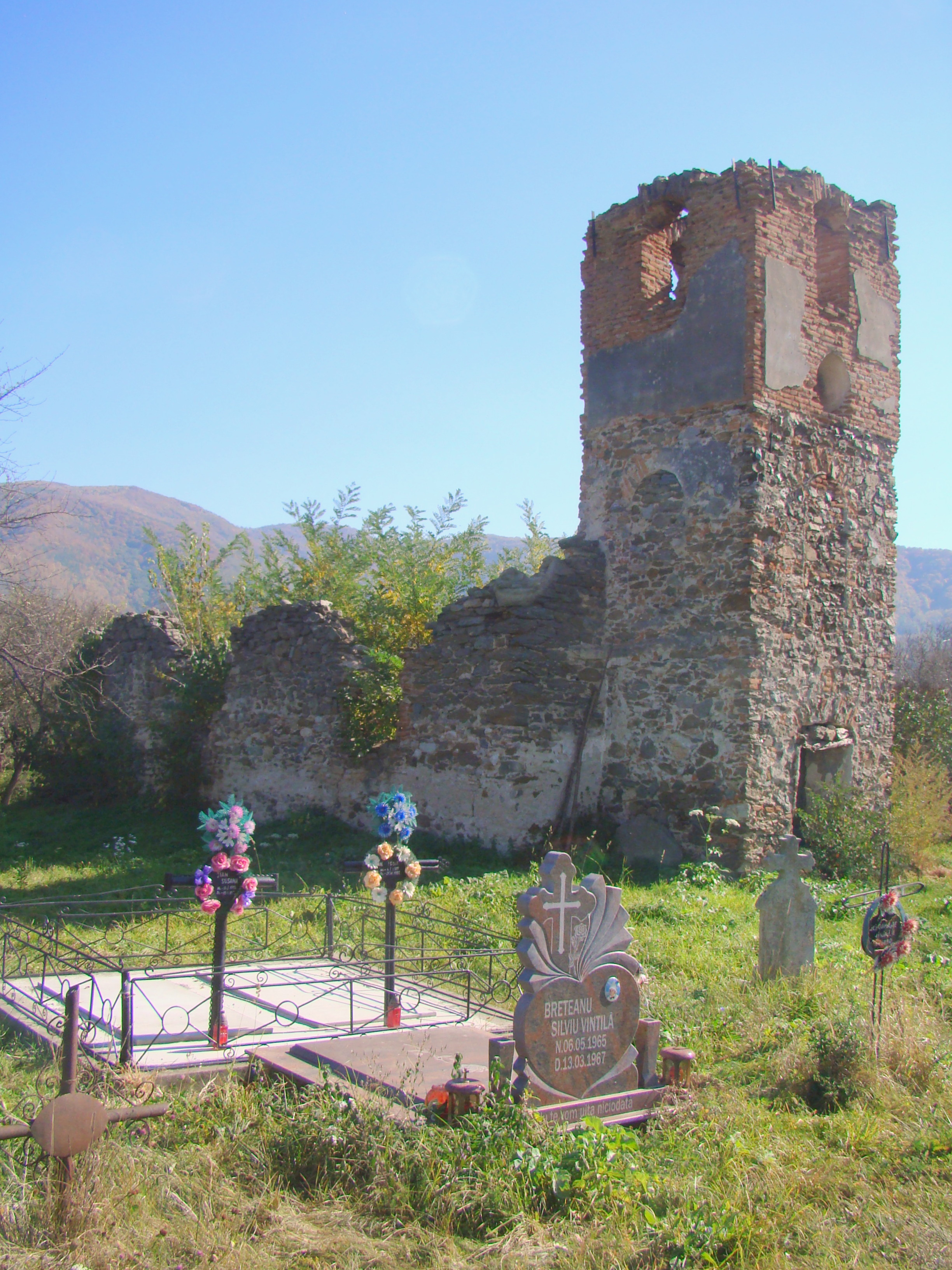
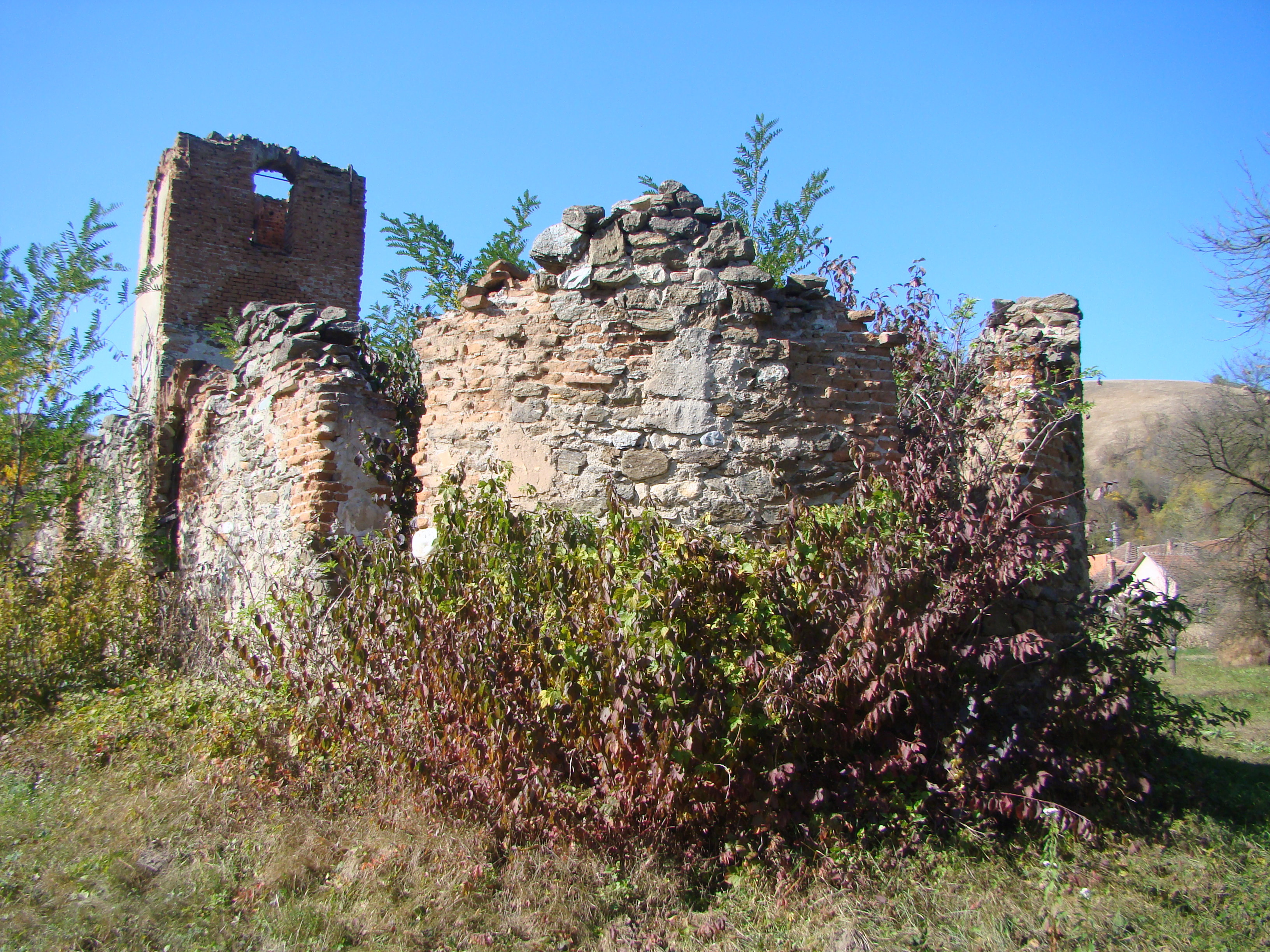
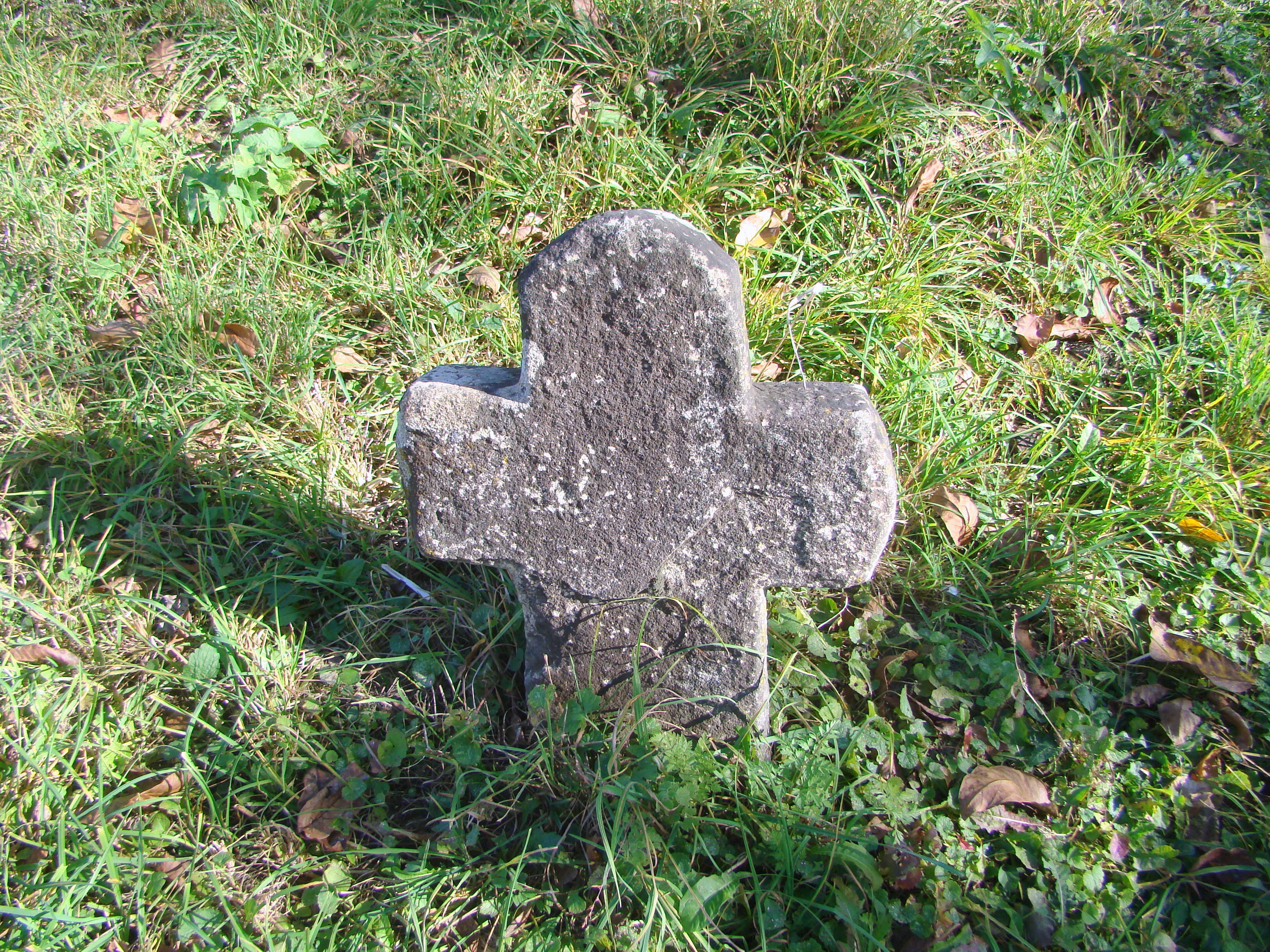